# 磯部恵美
磯部 恵美（いそべ えみ、1984年〈昭和59年〉4月30日 - ）は、日本のフリーアナウンサー。

## 経歴・人物
- 三重県鈴鹿市出身で、自己紹介する時は「三重（みえ）の恵美（えみ）です」と紹介する。
- 学生時代、とちぎテレビでINDYキャンパスリポーターを務めていた。
- 東京女子大学卒業後、2008年に西日本放送へ入社。
- 2012年に新潟放送へ移籍。2014年3月退社。
- その後東京のアナウンサー事務所ボイスワークスに所属してフリーアナウンサーとして活動し、同事務所に籍を置いたまま、2015年4月から名古屋・東海テレビの契約アナウンサーとなる｡ 2016年3月末東海テレビとの契約満了をした。

## 現在の担当番組

### ラジオ
- ラジオ日本 ニュースコーナー

## 過去の担当番組

### 西日本放送時代
テレビ
- スーパーダンクTV!（2008年度）
- みどころラン（月～木曜）
- いまこれTV!（水曜）
- RNC Newsリアルタイム
- RNC news every.（月～火曜、お天気コーナー）
- 女子アナの深夜はおまかせ!（2010年1月14日 - 9月29日）
- シアワセ気分!
- Doki
- RNCニューススポット

ラジオ
- 情報てんこもりラジオでDON第二月曜「エミューのひとりでとべるもん!」
- 片山右京のShall We Drive?～ドライブしようよ!内「BRAIN! BRAIN!」
- 気ままにラジオ 雨の日晴れの日曇りの日（水曜）
- こんにちは!香川県です
- RNC TODAY（月～水曜）

### 新潟放送時代
テレビ
- 消費生活バラエティ 金曜パラダイス（メインキャスター）
- ダイばん!

### フリーアナウンサー時代
- ジモネタ!ぐっと東上（J:COM さいたま）

## 関連人物
- 菊池優、野口恵 - 西日本放送時代の同期入社のアナウンサー。前者は2011年6月に、後者は2012年3月に同局を退社した。